# Kamerconcert nr. 10
Het  Kamerconcert nr. 10 is een compositie van Vagn Holmboe.
Naast een serie genummerde symfonieën en strijkkwartetten schreef Holmboe ook een aantal genummerde kamerconcerten.
Holmboe schreef volgens zijn werkenlijst met opusnummer vier kamerconcerten op rij. Kamerconcert nr. 7 voor hobo en kamerorkest, Kamerconcert nr. 8 voor orkest, Kamerconcert nr. 9 voor viool, altviool en kamerorkest en Kamerconcert nr. 10 dragen opusnummers 37-40.
Het kamerconcert nr. 10 wijkt daarbij af van haar voorgangers. Er zijn bijvoorbeeld geen solisten of solistische muziekinstrumenten aangeduid. Het is geschreven voor houtblazers (trae), koperblazers (messing) en “darmen” (tarm; snaren van strijkinstrumenten worden van darmen gemaakt). Bovendien is de klassieke structuur losgelaten. Na de introductie volgen acht korte deeltjes (de langste duurt nog geen drie minuten). Het wordt gezien (Dacapo opname) als een van de eerste werken waarbij Holmboe zijn eigen metamorfosestijl (hier als thema en variaties) aan het beoefenen is. Zij constateerden invloeden van Jean Sibelius (noords karakter) en Carl Nielsen (leermeester van Holmboe). Delen:
1. Allegro non troppo (alleen voor strijkorkest)
2. Piu allegro
3. Andante
4. Allegro molto
5. Un poco lento
6. Adagio ma non troppo
7. Allegro molto
8. Allegro
9. Finale: vivace

De eerste uitvoering vond plaats op 26 april 1946 door het orkest van gemeente Randers in Denemarken; dirigent was Lavard Friisholm. Die dirigent bracht het werk ook naar Nederland met een uitvoering door het Rotterdams Philharmonisch Orkest.
Orkestratie:
- 2 dwarsfluiten,  2 hobo’s, 2 klarinetten, 2 fagotten
- 2 hoorns, 2 trompetten
- pauken, 1 man/vrouw percussie
- violen, altviolen, celli,  contrabassen

Concerto’sAltvioolconcert · Celloconcert · Concert voor blokfluit, strijkinstrumenten, celesta en vibrafoon · Concert voor orkest · Fluitconcert nr. 1 · Fluitconcert nr. 2 · Tubaconcert · Vioolconcert nr. 1 · Vioolconcert nr. 2
Kamerconcerto’sKamerconcert nr. 1 voor piano, strijkinstrumenten en pauken · Kamerconcert nr. 2 voor fluit, viool, strijkinstrumenten en percussie · Kamerconcert nr. 3 voor klarinet en kamerorkest · Kamerconcert nr. 4 voor pianotrio en kamerorkest · Kamerconcert nr. 5 voor altviool en kamerorkest · Kamerconcert nr. 6 voor viool en kamerorkest · Kamerconcert nr. 7 voor hobo en kamerorkest · Kamerconcert nr. 8 voor orkest · Kamerconcert nr. 9 voor viool, altviool en kamerorkest · Kamerconcert nr. 10 · Kamerconcert nr. 11 voor trompet en orkest · Kamerconcert nr. 12 voor trombone en orkest · Kamerconcert nr. 13 voor hobo, altviool en kamerorkest